# Jovan Divjak
Jovan Divjak (Serbian (Cyrillic script): Јован Дивјак)  (Belgrad, 11 de març de 1937 - Sarajevo, 8 d'abril de 2021) fou un antic militar bosnià d'origen serbi, cap de diferents sectors bosnis de la Defensa Territorial (TO) de l'Exèrcit Popular Iugoslau, que abandonà per formar part de l'estat major de l'Exèrcit de la República de Bòsnia i Hercegovina (ARBiH) durant la Guerra de Bòsnia. Va participar activament en la defensa de Sarajevo durant el setge de la ciutat, i per això se l'ha conegut com el "serbi que va defensar Sarajevo", així com el serbi amb una major graduació militar dins l'exèrcit bosnià, tot i que ell mateix es va definir com a bosnià en repetides ocasions. Des de l'acabament de la guerra va escriure diversos llibres, i fou director de l'organització Obrazovanje Gradi BIH (L'Educació construeix Bòsnia i Hercegovina, OGBH), creada el 1994.

## Biografia personal
Nascut a Belgrad en una família sèrbia originària de la Bosanska Krajina, va estudiar a l'Acadèmia Militar de Belgrad (1956-1959), a l'Ecole d'Etat Major de Compiègne (1964-1965), a l'Acadèmia de Cadets de Belgrad (1969-1971) i a l'Escola de Planificació de Guerra i Defensa a Belgrad (1979-1981). Després de diversos llocs a l'Exèrcit Popular Iugoslau, Divjak fou comandant en cap de la Defensa Territorial (TO) del sectors de Mostar (1984-1989) i Sarajevo (1989-1991).

## Guerra de Bòsnia
El 8 d'abril de 1992 va ser nomenat comandant de la Defensa Territorial de Bòsnia i Hercegovina (TO). Un mes més tard, supervisava la defensa de Sarajevo davant l'atac de l'Exèrcit Popular Iugoslau. Entre 1993 i 1997 Divjak va servir com a comandant a la seu de l'Exèrcit de la República de Bòsnia i Hercegovina, essent responsable de la cooperació amb els organismes civils i les institucions.

## Postguerra

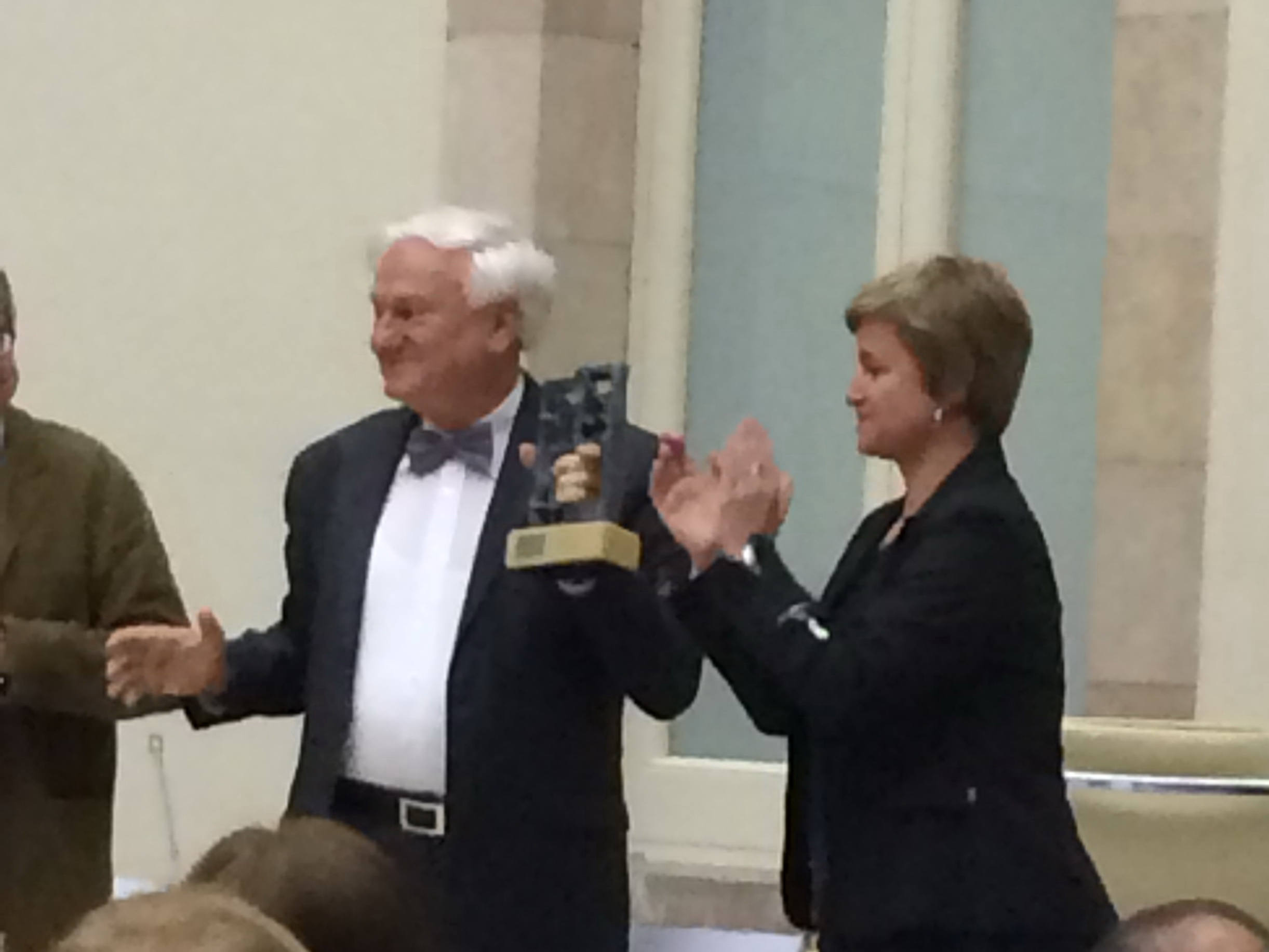
Recollint al Parlament de Catalunya, de mans d'Anna Simó, el premi "Constructors de la Pau" atorgat per l'Institut Català Internacional per la Pau el 2013

Divjak era director executiu de l'OGBH, organització que ajudà a fundar el 1994. Els seus objectius eren l'ajuda a la família dels nens que van ser víctimes de la guerra, proporcionant-los diners, per exemple, però també per ajudar a l'augment de l'educació a Bòsnia, fins i tot en les parts més pobres del país, oferint-los suport financer i material.
Durant una visita a Mataró l'any 2008, es va mostrar pessimista sobre el futur del seu país:
| « | És evident que l'acord de pau signat a París el desembre de 1995 va posar fi a l'agressió contra Bòsnia i Hercegovina, però l'entrada en vigor d'una Constitució de B-H imposada ha establert una estructura estatal i unes relacions entre els pobles que durant un llarg període, fins i tot dècades, no afavoriran la instauració de relacions de tolerància, confiança i reconciliació. | » |
| — | |   |

### Incident a Àustria
El 3 de març de 2011 la policia austríaca el va detenir a l'aeroport de Viena en compliment d'una ordre internacional d'arrest dictada per Sèrbia, i va estar detingut fins a finals de juliol de 2011. Fins al 8 de març va estar tancat i, després de pagar una fiança de 500.000 €, va poder sortir però sense poder marxar de Viena.
L'acusació estava relacionada amb els fets del 2 de maig de 1992 al carrer Dobrovoljacka de Sarajevo, del qual Divjak ja havia estat exculpat pel Tribunal Penal Internacional per a l'antiga Iugoslàvia el 2002.
Al cap de pocs mesos i pressionat per la Comissió europea, el govern serbi es va veure obligat a ser ell qui detingués Ratko Mladic el 26 de maig i Goran Hadzic el 21 de juliol per posar-los a disposició del Tribunal de la Haia per crims contra la humanitat. La Comissió va suspendre el procés de negociació per a la incorporació de Sèrbia i, a més del lliurament dels responsables militars del genocidi a Bòsnia i Hercegovina, exigia l'alliberament de Divjak per a reprendre'l.
Finalment, el 29 de juliol el tribunal de justícia de la ciutat austríaca de Korneuburg va rebutjar la petició basant-se en la poca solidesa de les proves presentades i en la sentència exculpatòria del Tribunal Internacional.

## Premis i reconeixements internacionals
Des de l'any 2000, la seva tasca durant la guerra i l'activitat posterior amb l'educació li van fer destinatari de múltiples reconeixements a la seva terra com a ciutadà il·lustre, plaques commemoratives i noms de carrers. Paral·lelament va ser objecte de premis i condecoracions de caràcter internacional, entre les quals destaquen:
- 1999 Humanista de l'any atorgat per la Lliga Internacional dels humanistes, Sarajevo
- 2001 Legió d'Honor francesa[6]
- 2001 Medalla al Ciutadà Honorífic de Pàdua i premi de la ciutat de Vicenza (Itàlia)
- 2003 Medalla al Ciutadà Honorífic d'Abruzzo (Itàlia), i de Grenoble, Villerest i Saumur (França)
- 2006 Premi Takunda a la "Personalitat de l'any als Balcans per la tolerància i coexistència" de l'Associació de CESVI, Bèrgam (Itàlia)
- 2007 "Personalitat de l'any" atorgat per l'Associació BH de Mannheim, Alemanya
- 2008 Premi Victor Gollancz, Berlín[11]
- 2009 Ordre de Lafayette, França[12]
- 2013 Premi "Constructors de la Pau", atorgat per l'Institut Català Internacional per la Pau i lliurat al Parlament de Catalunya el 17 de març de 2014.[13][14]

## Obra
- Divjak, Jovan. Očekujući istinu i pravdu : bečki dnevnik. (en bosni). 1a ed..  Sarajevo: Oslobođenje, 2012, pp.399. ISBN 9789958719158.
- Divjak, Jovan. Sarajevo, mon amour (en anglès).  París: Buchet-Chastel, 2004, pp.298. ISBN 9782283019818.
- Ratovi u Hrvatskoj i Bosni i Hercegovini 1991-1995 (1999)